# Isla-Gorge-Nationalpark

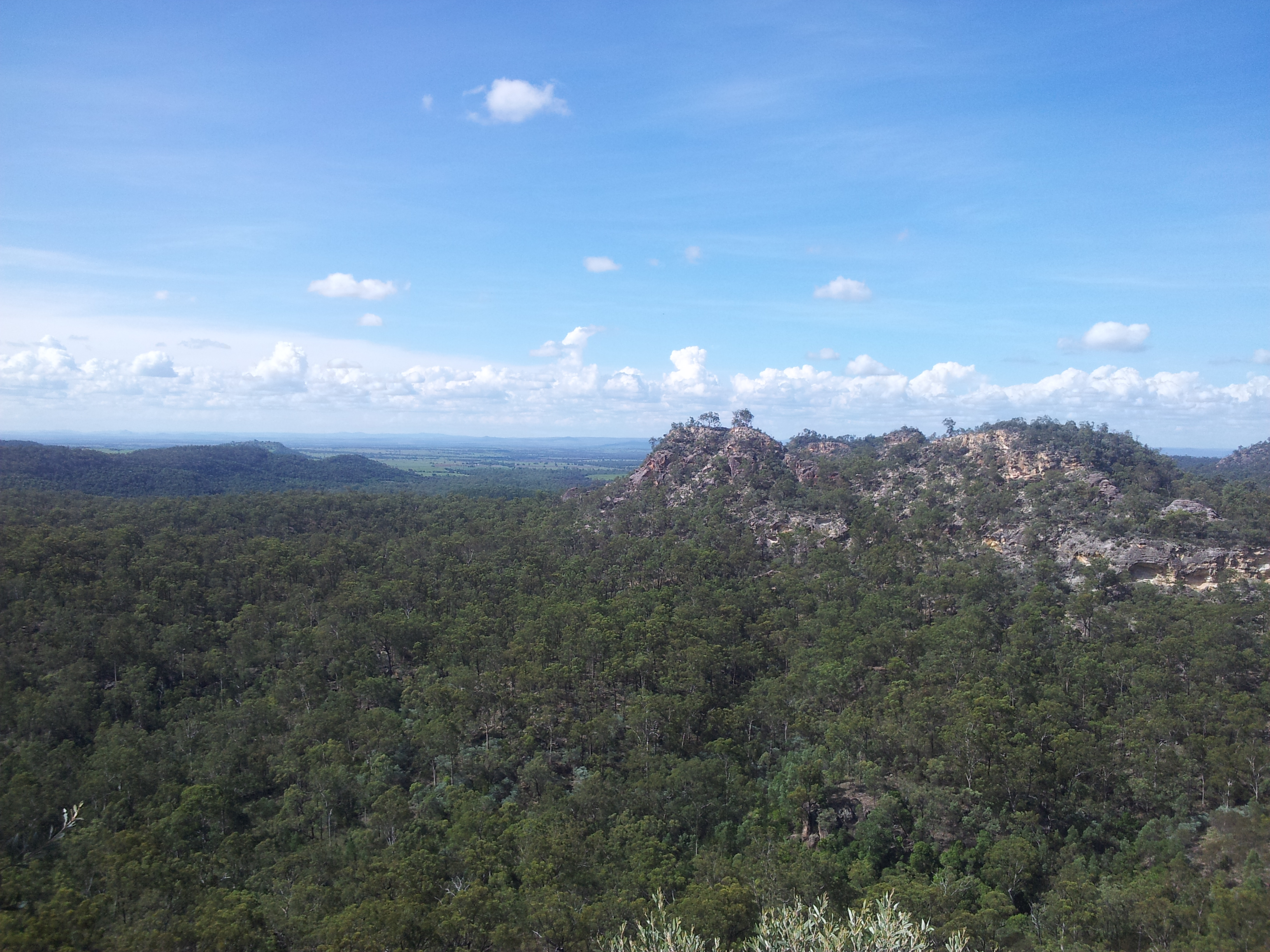
Blick nach Norden vom Rastplatz im Isla Gorge National Park über die bewaldete Schlucht und den nördlichen Teil der Schlucht.

Der Isla-Gorge-Nationalpark (engl.: Isla Gorge National Park) ist ein Nationalpark im Südosten des australischen Bundesstaates Queensland.

## Lage
Er liegt 415 Kilometer nordwestlich von Brisbane und 50 Kilometer nördlich von Taroom am Leichhardt Highway.
In der Nachbarschaft liegen die Nationalparks Precipice, Palmgrove und Expedition.

## Landesnatur
Der Park liegt auf einer Sandsteinhochfläche, in die das Wasser etliche Schluchten eingegraben hat. Sandsteinmonolithen, Bögen und Überhänge bilden eine atemberaubende Szenerie.

## Flora und Fauna
Der Park ist für seine Blüten bekannt. Akazien, Korallenrauten, Grevilleen und Grasbäume schaffen von Juni bis September ein Blütenmeer. Es gibt aber auch immergrünen Regenwald und seltene Eukalyptusarten, wie Eucalyptus beaniana.
Der Park ist von verschiedenen Honigfresserarten bevölkert. Man findet aber auch Adler und Falken, die über den Schluchten kreisen.

## Kulturerbe
1990 wurde der Nationalpark erweitert, sodass er heute einen Rest der alten Straße von Roma zum Seehafen Rockhampton in der Nähe des Flagstaff Hill umfasst. Sie war Anfang der 1860er-Jahre, nur 15 Jahre nach Beginn der europäischen Besiedelung der Gegend, von Hand aus Natursteinplatten gebaut worden.

## Einrichtungen und Zufahrt
Direkt am Rande der Isla Gorge befindet sich der gleichnamige Zeltplatz. Wanderwege sind nicht angelegt, bis auf ein kurzes Stück vom Zeltplatz zu einer natürlichen Aussichtskanzel über Gorge Creek und Devils Nest. Der Picknickplatz ist nur 1,3 Kilometer vom Highway entfernt und mit einer Trockentoilette, einem Unterstand und einem Wassertank ausgestattet.
Der Park liegt am Leichhardt Highway 55 Straßenkilometer nördlich von Taroom und 35 Straßenkilometer südlich von Theodore. Von der Ausfahrt sind es nur 1,3 Straßenkilometer bis zum Ausguck über die Schlucht.